# أوفون
OPhone هو أحد أنظمة تشغيل الهواتف الذكية التي تعمل على نواة لينكس. بدأت شركة أندرويد التي اشترتها جوجل تطوير هذا النظام الحديث، حيث أسندت مهمة العمل عليه إلى الاتحاد المفتوح للهواتف. عدلت شركة China Mobile هذا النظام ليناسب السوق المحلي الصيني.

## تاريخه
بني نظام أوفون للهواتف الذكية من قبل شركة تشاينا موبايل على قاعدة لينكس، ثم طورته شركة جوجل على قاعدة أندرويد. يعتمد هذا النظام على برمجيات مفتوحة المصدر. يهدف OPhone إلى تقديم هواتف ذكية منخفضة التكلفة وعالية التقنية تستخدم خدمات الإنترنت التي تقدمها شركة تشاينا موبايل باستخدام شبكتي النظام العالمي للإتصالات المتنقلة والنظام العالمي للاتصالات المتنقلة.

## تطوره
أصدرت تشاينا موبايل الإصدارين 1.0 و 1.5 على التوالي بشكل سريع للاستخدام العام، ثم أطلقت الإصدار 2.0، وأخيرا نزل الإصدار 2.5 إلى الأسواق. ووفقا لموقع الشركة فإنه من الممكن إصدار تحديث للإصدار الأخير يشمل دعمًا للواجهة البرمجية لتطبيقات ويندوز موبايل. بلغ عدد التطبيقات المخصصة لهذا النظام إلى 600 في شهر أبريل 2010.

## الخطة المستقبلية
تثير الشائعات أخبارًا تدور حول إمكانية إيقال تطوره من قبل شركتي تشاينا موبايل وBorqs.

## وصلات خارجية
- أوفون على موقع Open Hub (الإنجليزية)
- الصفحة الرئيسية لشركة China Mobile
- شبكة مطوري OPhone: الإصدار 1.5